# Нижичи

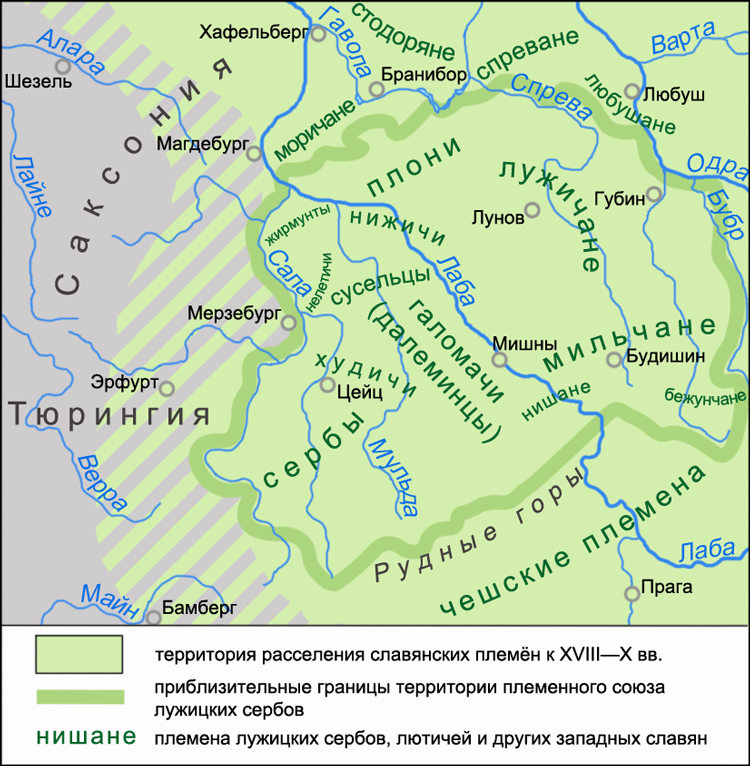
Племя нижичей на карте размещения лужицкосербских племён в VIII—X вв.

Ни́жичи (пол. Nizice, Niżyce) — средневековое западнославянское племя, входившее вместе с далеминцами, сорбами, лужичанами, мильчанами, нишанами, сусельцами и другими племенами в состав племенного союза лужицких сербов, являвшегося одним из трёх крупных объединений полабских славян.
Племя нижичей во второй половине I тысячелетия заселяло территорию по обоим берегам Эльбы от города Бельгерн — по-серболужицки Belegora (рус. Белая Гора) — до места впадения реки Мульды в Эльбу на территории современной Германии (федеральная земля Саксония). Нижичи жили в окружении других лужицкосербских племён. Соседями нижичей с севера было племя плоней, с востока — племя лужичан, с юга — племена мильчан и далеминцев, с юго-запада — племя сусельцев, к северо-западу от нижичей размещалось племя жирмунтов.
В начале X века нижичи, как и все остальные племена союза сорбов, были покорены немцами, и впоследствии в течение нескольких веков были ассимилированы. В настоящее время территорию, которую в средневековье занимали нижичи, населяют немцы.